# مايكل جوسينس
مايكل جوسينس هو لاعب كرة قدم بلجيكي في مركز الهجوم، ولد في 30 نوفمبر 1973 في Ougrée ‏ في بلجيكا. شارك مع منتخب بلجيكا تحت 17 سنة لكرة القدم ومنتخب بلجيكا تحت 18 سنة لكرة القدم ومنتخب بلجيكا تحت 21 سنة لكرة القدم ومنتخب بلجيكا لكرة القدم. أما مع النوادي، فقد لعب مع ستاندارد لييج وشالكه 04 وغراتزر أي كاي ونادي جنوى ونادي سينت ترويدن ونادي يوبين.

## وصلات خارجية
- مايكل جوسينس على موقع الاتحاد الدولي (مؤرشف)  (الإنجليزية)
- مايكل جوسينس على موقع الاتحاد البلجيكي (الإنجليزية)
- مايكل جوسينس على موقع قاعدة بيانات كرة القدم.إي يو (الإنجليزية)
- مايكل جوسينس على موقع بيانات كرة القدم. دي إي (الألمانية)
- مايكل جوسينس على موقع ناشيونال فوتبول تيمز (الإنجليزية)